# Wenquan Xiang
Wenquan Xiang (kinesiska: 温泉, 温泉乡) är en socken i Kina. Den ligger i provinsen Yunnan, i den sydvästra delen av landet, omkring 300 kilometer väster om provinshuvudstaden Kunming. Antalet invånare är 24 526. Befolkningen består av 11 937 kvinnor och 12 589 män. Barn under 15 år utgör 21,0 %, vuxna 15-64 år 69 %, och äldre över 65 år 9,0 %.
Genomsnittlig årsnederbörd är 1 055 millimeter. Den regnigaste månaden är juli, med i genomsnitt 277 mm nederbörd, och den torraste är januari, med 7 mm nederbörd.